# Lakhish (fleuve)

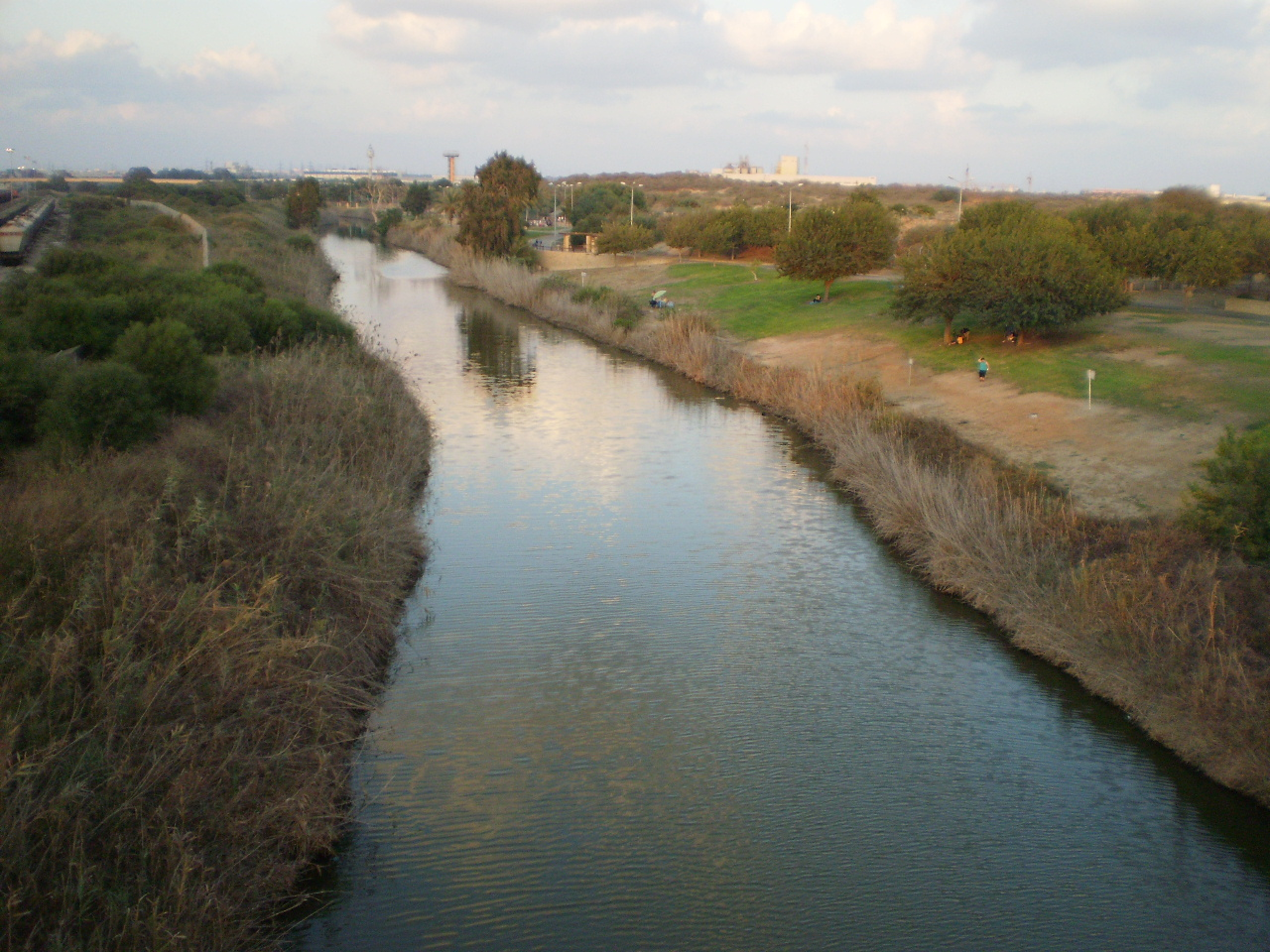
Le fleuve Lakhish à Ashdod.

Le Lakhish (hébreu : נחל לכיש, Naḥal Lakhish) est un fleuve d'Israël qui se jette dans la mer Méditerranée à Ashdod. Il est aussi appelé Wadi Kabiba (section à l'intérieur des terres) et Wadi Sukhrir (section à Ashdod) en arabe.
D'une longueur de 70 km, le Lakhish draine un bassin versant de 1 020 km. Il prend sa source en Cisjordanie et déborde souvent de son lit pendant la saison pluvieuse.
Le fleuve est pollué par des déchets industriels et les eaux usées, en partie à cause de sa localisation entre le port et la zone industriels d'Ashdod et le reste de la ville. Un plan d'assainissement du fleuve a été lancé, sans grand succès,.
Lors de la guerre israélo-arabe de 1948, le pont Ad Halom (en) sur le Lachish fut l'enjeu de féroces combats entre les armées israélienne et égyptienne